# Sukkur
Sukkur là một thành phố thuộc Sindh, Pakistan. Thành phố có dân số ước tính năm 2010 là 493.438 người. Đây là thành phố lớn thứ 14 quốc gia này.
Sukkur đã là một trung tâm chiến lược quan trọng và tuyến đường thương mại từ thời xa xưa. Alor (hoặc Aror, Sukkur) là thủ đô dưới triều đại của Musikanos, khi Alexander xâm chiếm khu vực.